# Valmir Berisha
Valmir Berisha (Dechani, Kosovo, 6 de junio de 1996) es un futbolista sueco que juega como delantero y se encuentra en el K. F. Malisheva de la Superliga de Kosovo.

## Trayectoria
Se formó en las inferiores del Halmstads BK antes de marcharse a la A. S. Roma en 2014.
Fue convocado para defender la selección de Suecia sub-17 en 2013 y jugó 8 encuentros en los que anota 3 goles en el primer semestre, con su equipo marcó 16 veces en 20 encuentros.
Ya en octubre, participó del mundial en Emiratos Árabes y gracias a su buen rendimiento personal, convirtiendo 7 goles en 7 partidos, lograron el tercer puesto. Como premio individual obtuvo la Bota de Oro.
A finales del año varios equipos se interesaron por sus servicios, como Real Madrid, Sevilla, Celta, Espanyol, Manchester United, Arsenal y Juventus. Pero decidió marcharse a la Associazione Sportiva Roma.

## Estadísticas
Actualizado al 29 de septiembre de 2018.
Último partido citado: Fylkir 7 - 0 Fjölnir
| Club                   | Div.          | Temporada     | Liga  | Liga  | Copas nacionales | Copas nacionales | Torneos internacionales | Torneos internacionales | Total | Total |
| Club                   | Div.          | Temporada     | Part. | Goles | Part.            | Goles            | Part.                   | Goles                   | Part. | Goles |
| ---------------------- | ------------- | ------------- | ----- | ----- | ---------------- | ---------------- | ----------------------- | ----------------------- | ----- | ----- |
| Panathinaikos · Grecia | 1.ª           | 2014-15       | 1     | 0     | 0                | 0                | 0                       | 0                       | 1     | 0     |
| Panathinaikos · Grecia | Total club    | Total club    | 1     | 0     | 0                | 0                | 0                       | 0                       | 0     | 0     |
| Cambuur · Países Bajos | 2.ª           | 2015-16       | 6     | 0     | 1                | 0                | 0                       | 0                       | 7     | 0     |
| Cambuur · Países Bajos | Total club    | Total club    | 6     | 0     | 1                | 0                | 0                       | 0                       | 7     | 0     |
| Aalesunds FK · Noruega | 1.ª           | 2017          | 23    | 0     | 2                | 0                | 0                       | 0                       | 25    | 0     |
| Aalesunds FK · Noruega | Total club    | Total club    | 23    | 0     | 2                | 0                | 0                       | 0                       | 25    | 0     |
| Fjölnir Islandia       | 1.ª           | 2018          | 18    | 2     | 2                | 2                | 0                       | 0                       | 20    | 4     |
| Fjölnir Islandia       | Total club    | Total club    | 18    | 2     | 2                | 2                | 0                       | 0                       | 20    | 4     |
| Total carrera          | Total carrera | Total carrera | 48    | 2     | 5                | 2                | 0                       | 0                       | 53    | 4     |

## Palmarés

### Distinciones individuales
| Distinción                                      | Año  |
| ----------------------------------------------- | ---- |
| Bota de oro de la Copa Mundial de Fútbol Sub-17 | 2013 |